# Distretto di Pa Phayom
Il distretto di Pa Phayom (in thailandese: ป่าพะยอม) è un distretto (amphoe) della Thailandia, situato nella provincia di Phatthalung.